# Панайотату, Ангелики
Ангелики Панайотату (греч. Αγγελική Παναγιωτάτου; 1875 или 1878—1954) — греческий врач и микробиолог. Была первой женщиной, окончившей университет на территории Греции
.

## Биография
Панайотату родилась в 1875 или 1878 году в Греции.
В 1893 году она и её сестра Александра стали первыми девушками, которые поступили на медицинский факультет Афинского университета. Для этого им пришлось доказывать, что в Греции не существует официального закона, запрещающего женщинам получать высшее образование.
В 1897 году Панайотату стала первой женщиной, окончившей вуз на территории Греции. До неё первой из греческих женщин высшее образование получила Мария Калапотакес, но училась она за границей.
После окончания учёбы в Германии, Панайотату вернулась в Афинский университет, где начала работать преподавателем на кафедре гигиены медицинского факультета, тем самым став первой женщиной, преподавшей в греческом вузе.
Консервативно настроенные студенты протестовали и отказались посещать лекции, которые читала женщина-преподаватель, поэтому Панайотату вынуждена была уйти из университета. Она переехала в Египет, где стала профессором микробиологии в Каирском университете, специализируясь на тропических заболеваниях, также работала директором Александрийской общей больницы. В 1938 году вернулась в Грецию, где впоследствии стала профессором медицинского факультета Афинского университета.
Панайотату стала первой среди женщин-учёных Греции профессором университета, в 1947 году — почётным профессором Афинской медицинской школы, а в 1950 году стала первой женщиной, избранной членом-корреспондентом Афинской академии.